# Powiat Rothenburg (Oberlausitz)

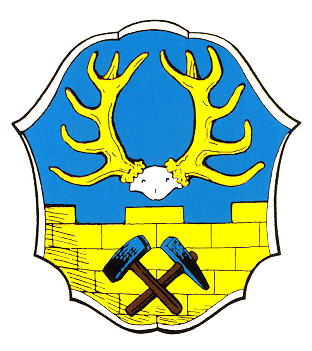
Herb

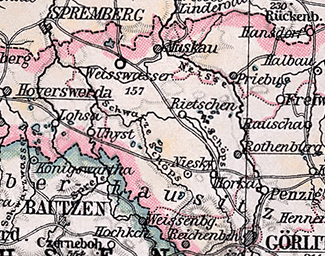
Landkreis Rothenburg, 1905

Landkreis Rothenburg (Ob. Laus.) (pol. powiat rózborski) – istniejący w okresie 1816–1947 (w latach 1945–1947 pod nazwą Landkreis Weißwasser – powiat białowodzki).
Do 1945 należał do pruskiej Prowincji Śląsk, a w latach 1945–1947 – bez miejscowości na wschód od Nysy Łużyckiej – do Regionu Saksonii.

## Terytorium
Landkreis Rothenburg (Ob. Laus.) 1 stycznia 1945 obejmował miasta Mużaków, Niska, Przewóz (od 1932, wcześniej w powiecie żagańskim), Rothenburg/O.L. i Biała Woda oraz 102 pozostałych gmin i obszarów dworskich. Siedziba władz powiatu znajdowała się w Rothenburg/O.L.

## Po 1945
W 1945 roku Polsce przypadły dwie prawobrzeżne sekcje (od Nysy Łużyckiej) powiatu rózborskiego: a) północno-wschodnia (z m.in. Łęknicą i Przewozem), którą włączono do powiatu żarskiego (utworzonego ze wschodniej części niemieckiego powiatu żarskiego); b) wschodnia (z m.in. Lipną, Dobrzyniem, Buczem i Sobolicami), którą włączono do powiatu zgorzeleckiego (utworzonego ze wschodniej części niemieckiego powiatu zgorzeleckiego); oba docelowe powiaty przyłączono do woj. wrocławskiego (1946). W Niemczech pozostała większa lewobrzeżna część powiatu, z m.in. siedzibą Białą Wodą oraz miastami Niską i Rózborkiem.